# Torrance County
Torrance County är ett administrativt område i delstaten New Mexico, USA, med 16 383 invånare. Den administrativa huvudorten (county seat) är Estancia.
Del av Salinas Pueblo Missions nationalmonument ligger i countyt.

## Geografi
Enligt United States Census Bureau har countyt en total area på 8 666 km². 8 663 km² av den arean är land och 3 km²  är vatten.

### Angränsande countyn
- Santa Fe County, New Mexico - nord
- San Miguel County, New Mexico - nord
- Guadalupe County, New Mexico - öst
- Lincoln County, New Mexico - syd
- Socorro County, New Mexico - syd
- Valencia County, New Mexico - väst
- Bernalillo County, New Mexico - nordväst

### Orter
- Encino
- Estancia (huvudort)
- Moriarty
- Mountainair
- Willard